# BitKeeper
BitKeeper est un système de gestion de versions décentralisée destiné au code source. Conçu comme un système distribué sophistiqué, BitKeeper se positionne comme un logiciel comparable à des systèmes professionnels tels que ClearCase ou Perforce. BitKeeper est produit par BitMover Inc., une compagnie privée basée à San Francisco en Californie, détenue par son PDG Larry McVoy (il est également à l'origine du logiciel Sun WorkShop TeamWare (en)).
BitKeeper reprend plusieurs concepts de TeamWare. La fonctionnalité mise en avant est la facilité avec laquelle les équipes de développement peuvent disposer d'un dépôt des sources local, tout en travaillant avec un dépôt centralisé.
BitKeeper était un logiciel propriétaire (ses sources ne sont pas ouvertes au public) et est en principe vendu ou loué (comme composant dans une offre de support plus large) à des grandes ou moyennes entreprises. En 2016, BitKeeper décide de distribuer le logiciel sous la licence Apache 2.0. Le prix de la licence par développeur varie selon le client, mais il est estimé à plus de mille euros.

## Utilisation gratuite pour les projets open-source
BitMover proposait l'accès à son système pour certains projets open source ou libres dont l'un des plus célèbres est le code source du noyau Linux.
La licence de la version "community" de BitKeeper permettait aux développeurs d'utiliser gratuitement l'outil pour les projets open-source ou libres, à la condition que ces mêmes développeurs ne participent pas au développement d'un outil concurrent (tel que CVS, Arch, Mercurial, Subversion ou ClearCase) pendant toute la durée d'utilisation de BitKeeper, plus une année. Cette restriction était applicable aussi bien aux outils concurrents libres que propriétaires.
Cette version requérait également que certaines méta-informations concernant les modifications soient conservées sur des serveurs administrés par BitMover (www.openlogging.org), une condition qui ne permettait pas aux utilisateurs de la version "community" de mettre en place des projets sans que BitMover en soit avisé.

## BitKeeper et Linux
La décision prise en 2002 d'utiliser BitKeeper pour le développement du noyau Linux a été très controversée. Certains, notamment Richard Stallman, fondateur de GNU, ont exprimé leur scepticisme envers l'utilisation d'un outil propriétaire pour un projet faisant figure de porte-drapeau du logiciel libre.
Tandis que le coordonnateur Linus Torvalds et quelques-uns des principaux développeurs adoptèrent BitKeeper, de nombreux développeurs-clés (dont le vétéran Alan Cox) refusèrent d'en faire de même, en citant la licence de BitMover et en arguant du fait que le projet remettait une partie de son devenir à un développement propriétaire.
Pour couper court aux craintes exprimées, BitMover a ajouté des passerelles permettant une interopérabilité partielle entre les serveurs BitKeeper de Linux (administrés par BitMover) et les développeurs utilisant CVS ou Subversion. Mais même après cet ajout, des flamewars occasionnelles se produisaient sur la Linux Kernel Mailing List, impliquant régulièrement des développeurs-clés du noyau et Larry McVoy, le PDG de BitMover, qui est lui aussi un développeur du noyau Linux.

## La fin de la version gratuite
En avril 2005, BitMover a annoncé qu'il arrêterait de fournir la version gratuite de BitKeeper à la communauté. La raison invoquée était les efforts d'Andrew Tridgell, un développeur employé par l'OSDL sur un projet tiers consistant à développer un client permettant d'afficher les méta-données de BitKeeper (concernant notamment les révisions, et incluant potentiellement les différences entre les versions) au lieu de n'obtenir que la version la plus récente. La possibilité de voir les méta-données et de comparer les versions précédentes est l'une des fonctionnalités principales de tout système de gestion de version, mais elle n'était pas disponible pour ceux qui ne disposaient pas d'une licence commerciale de BitKeeper, ce qui indisposait fortement la plupart des développeurs du noyau Linux. Bien que BitMover accorda quelques licences commerciales à certains développeurs du noyau, la société a refusé de donner ou de vendre des licences à quiconque est employé par l'OSDL, y compris Linus Torvalds et Andrew Morton, plaçant les développeurs de l'OSDL dans la même situation que celle des autres développeurs du noyau.
La fin du droit d'utilisation gratuite est officielle depuis le 1er juillet 2005. Les utilisateurs ont été contraints de passer à la version commerciale ou de changer de système de contrôle de version avant cette date.

## Conséquences
BitKeeper a répondu à un véritable besoin auprès de nombreux projets libres ou open source. De par leur nature très dispersée, la plupart de ces projets sont très enclins à utiliser ce type d'outils, permettant de travailler de manière décentralisée, tout en conservant un dépôt central. La disparition de la version gratuite entraîna l'apparition de concurrents open-source. Jusque-là, la disponibilité de BitKeeper avait rendu inutile le développement de tels outils concurrents.
En ce qui concerne le noyau Linux, le projet Git a démarré sous l'impulsion de Linus Torvalds, avec pour objectif de devenir le logiciel de gestion de version des sources du noyau (ce qui est le cas depuis juin 2005).